# Купля (Вілейський район)
Купля (біл. вёска Купля) — село в складі Вілейського району Мінської області, Білорусь. Село підпорядковане Нарочанській сільській раді, розташоване в північній частині області.